# Glenea porphyrio
Glenea porphyrio là một loài bọ cánh cứng trong họ Cerambycidae.